# Хауърд Шор
Хауърд Лесли Шор (на английски: Howard Leslie Shore; р. 18 октомври 1946 г.) е канадски композитор, диригент и музикален продуцент, трикратен носител на наградата Оскар. Той композира музиката към трилогията Властелинът на пръстените и към повечето от филмите на Дейвид Кронънбърг.

## Живот и кариера
Хауърд Шор е роден в Торонто, Канада, в еврейско семейство и учи музика в Музикалния колеж Бъркли в Бостън след като завършва гимназията Форест Хил. От 1969 до 1972 г. свири с групата Lighthouse. През 1970 г. е музикален директор на краткотрайната телевизионна програма The Hart & Lorne Terrific Hour на Лорн Майкълс и Харт Померанз. Шор пише музиката за мюзикъла на канадския магьосник Дъг Хенинг Spellbound през 1974 г. и той е музикалният директор за влиятелното комедийно шоу на NBC Saturday Night Live от 1975 до 1980 г., появявайки се в много музикални скечове, включително Howard Shore and His All-Nurse Band и облечен като пчелар за изпълнението на Джон Белуши/Дан Акройд в класиката на Слим Харпо I'm a King Bee. Шор също предлага името за групата The Blues Brothers на Дан Акройд и Джон Белуши.
През 1990 г. Хауърд Шор се жени за Елизабет Котноар, от която има една дъщеря.

### Успехи
Шор е написал музиката за такива значителни филмови продукции като трилогията Властелинът на пръстените, Мълчанието на агнетата, Мисис Даутфайър, Филаделфия, Ед Ууд, Седем, Догма, Момичета от класа, От другата страна, Паник стая и Авиаторът.
Шор е носител на награди Грами през 2002, 2003 и 2004 г. за Властелинът на пръстените, Златен глобус за Завръщането на краля през 2003 и Авиаторът през 2004 г. През 2001 г. получава награда Оскар за най-добра оригинална музика към Задругата на пръстена, а през 2003 г. Оскари за най-добра оригинална песен и най-добра оригинална музика за Завръщането на краля.

## Избрана филмография
- The Brood (1979)
- Scanners (1981)
- Videodrome (1983)
- After Hours (1985)
- Мухата (1986)
- Голям (1988)
- Dead Ringers (1988)
- Naked Lunch (1991)
- Мълчанието на агнетата (1991)
- Мисис Даутфайър (1993)
- Филаделфия (1993)
- Клиентът (1994)
- Ед Ууд (1994)
- Nobody's Fool (1994)
- Moonlight and Valentino (1995)
- Седем (1995)
- Crash (1996)
- Преди и след това (1996)
- Като куче и котка (1996)
- Стриптийз (1996)
- That Thing You Do! (1996)
- Играта (1997)
- Копланд (1997)
- Екзистенц (1999)
- Анализирай това (1999)
- Догма (1999)
- Момичета от класа (2000)
- Клетката (2000)
- The Yards (2000)
- The Score (2001)
- Властелинът на пръстените: Задругата на пръстена (награда Оскар и номинация за Златен глобус) (2001)
- Бандите на Ню Йорк (2002)
- Паник стая (2002)
- Spider (2002)
- Властелинът на пръстените: Двете кули (2002)
- Властелинът на пръстените: Завръщането на краля (награди Оскар и Златен глобус) (2003)
- Авиаторът (награда Златен глобус) (2004)
- Тъмно минало (2005)
- От другата страна (2006)
- Soul of the Ultimate Nation (MMORPG) (2007)
- Последният гост от бъдещето (2007)
- Източни обещания (номинация за Златен глобус) (2007)
- Съмнения (2008)
- Затъмнение (2010)
- Опасен метод (2011)
- Изобретението на Хюго (2011)
- Издигането на Теодор Рузвелт (2011)
- Хобит: Неочаквано пътешествие (2012)
- Хобит: Пущинакът на Смог (2013)
- Хобит: Битката на петте армии (2014)
- Карта към звездите (2014)
- Спотлайт (2015)